# Ibba Laajab
Ibba Laajab (sinh ngày 21 tháng 5 năm 1985) là một cầu thủ bóng đá người Na Uy.

## Sự nghiệp câu lạc bộ
Ibba Laajab đã từng chơi cho Yokohama FC.